# La Huerta (Jalisco)
La Huerta es una localidad del estado mexicano de Jalisco, cabecera del municipio homónimo.

## Toponimia
El nombre de la localidad y del municipio del que es cabecera se debe a las grandes plantaciones que formaban parte de una antigua hacienda instalada en el lugar hacia fines del siglo XIX.

## Geografía
La ciudad de La Huerta se encuentra aproximadamente en la ubicación 19°28′52″N 104°38′38″O / 19.48111, -104.64389, a una altura aproximada de 300 m s. n. m. La zona urbana ocupa una superficie de 4.294 km².

## Demografía
Según los datos registrados en el censo de 2020, la población de La Huerta es de 7954 habitantes, lo que representa un crecimiento promedio de 0.08% anual en el período 2010-2020 sobre la base de los 7891 habitantes registrados en el censo anterior. Al año 2020 la densidad poblacional era de 1852 hab/km².
| Gráfica de evolución demográfica de La Huerta entre 2000 y 2020   |
|                                                                   |
| Fuente: Instituto Nacional de Estadística Geografía e Informática |

En 2020 el 49% de la población (3894 personas) eran hombres y el 51% (4060 personas) eran mujeres. El 61.8% de la población, (4912 personas), tenía edades comprendidas entre los 15 y los 64 años.
La población de La Huerta está mayoritariamente alfabetizada, (3.86% de personas mayores de 15 años analfabetas, según relevamiento del año 2020), con un grado de escolaridad superior a los 8.5 años. 

El 93.3% de los habitantes profesa la religión católica.
En el año 2010 estaba clasificada como una localidad de grado medio de vulnerabilidad social. Según el relevamiento realizado, 2778 personas de 15 años o más no habían completado la educación básica, —carencia conocida como rezago educativo—, y 2144 personas no disponían de acceso a la salud.